# Катеринівка (Лиманська міська громада)
Катери́нівка — село в Україні, у Лиманській міській громаді Краматорського району Донецької області. Населення складає 37 осіб.

## Історія
27 вересня 2022 року Збройні сили України звільнили село від російських окупантів, над селом знову замайорів прапор України.